# Лодзь-Калиская
Лодзь-Калиская (также Лодзь-Калишская, пол. Łódź Kaliska) — узловая железнодорожная станция и самый крупный вокзал в городе Лодзь (расположен к западу от центра города, в дзельнице Полесье), в Лодзинском воеводстве Польши. Имеет 6 платформ и 9 путей. Относится по классификации к категории B, то есть обслуживает от 1 до 2 миллионов пассажиров ежегодно.
Станция построена в 1902 году как часть железной дороги Варшава—Калиш, и названа по главному направлению движения поездов со станции — на Калиш. Современное здание вокзала построено в 1994 году.
В 1946 году на станции произошла железнодорожная катастрофа, унёсшая жизни более двадцати человек.